# Adrien Philippe
Jean Adrien Philippe (16 de abril de 1815, La Bazoche-Gouet, Eure y Loir - Ginebra, 5 de enero de 1894) fue un relojero y empresario francés, cofundador de la compañía Patek Philippe & Co. de Ginebra, Suiza.

## Semblanza
En 1842, Adrien Philippe inventó un mecanismo para relojes que permitía darles cuerda y ajustarlos mediante una corona en lugar de una llave. Su invento patentado le valió una Medalla de Bronce en la Exposición Industrial Francesa de 1844 (Exposición Mundial). Durante la exposición conoció a Antoni Patek, y un año más tarde se convirtió en jefe relojero de Patek & Co. en Ginebra en virtud de un acuerdo que le daba derecho a un tercio de todos los beneficios de la empresa.
Adrien Philippe demostró ser muy capaz en su oficio y un innovador de productos cuyo valor para la empresa fue tal, que en 1851 fue nombrado socio de pleno derecho, y la empresa comenzó a operar como Patek Philippe & Co. En 1863 publicó un libro en Ginebra y París sobre el funcionamiento de los relojes de bolsillo titulado Les montres sans clef.
En 1875 encargó un reloj que luego entregaría a su hija Louise como regalo de bodas. Se sabe que es el único reloj de pulsera que perteneció a Patek o a Philippe. Este reloj histórico es conocido como “La hija del relojero” y fue subastado en Sotheby’s en 2023 por los descendientes de Adrien Philippe. El reloj fue comprado probablemente por el Museo Patek Philippe, aunque esto no está confirmado y puede ser propiedad de un coleccionista privado. La boda entre Louise y Joseph Antoine Bénassy-Philippe (en la que se presentó el reloj), se considera el matrimonio que salvó a Patek Philippe, al proporcionar a la empresa el necesario sucesor de Antoni Patek para que la firma sobreviviera a la generación fundadora.
Su socio Antoni Patek murió en 1877 y en 1891 Adrien Philippe, de 76 años, entregó la dirección diaria de la empresa a su hijo Joseph Emile Philippe y a Francois Antoine Conty.
Jean Adrien Philippe murió en 1894.